# Pedro Martínez Portero
Pedro Martínez Portero (26 d'abril de 1997) és un tenista professional valencià.
El seu rànquing ATP individual més alt va ser el 9 de maig de 2022 amb el número 40. En dobles ATP, està al número 51, assolit el 16 de maig de 2022. El 2024 és el tercer millor jugador d'Espanya. Va participar als Jocs Olímpics de París 2024.